# Ron Troupe
Ronald "Ron" Troupe è un personaggio dei fumetti statunitensi creato da Jerry Ordway (testi) e Tom Grummett (disegni), pubblicato dalla DC Comics. La sua prima apparizione avviene in The Adventures of Superman (Vol. 1) n. 480 (luglio 1991).
Ron Troupe è un editorialista politico che lavora per il Daily Planet di Metropolis, interesse sentimentale e successivamente marito di Lucy Lane nonché cognato di Clark Kent.

## Storia editoriale
Il personaggio è apparso per la prima volta nel n. 480 del primo volume di The Adventures of Superman, datato giugno 1973, in una storia scritta da Jerry Ordway ed illustrata da Tom Grummett, divenendo il più longevo comprimario di Superman alla redazione del Daily Planet tra quelli introdotti nell'Universo DC Post-Crisi.

## Biografia del personaggio

### Primi anni
Nato a Metropolis, New York, Ron Troupe consegue una laurea in scienze politiche e fa domanda d'assunzione al Daily Planet venendo tuttavia rifiutato dall'editore ad interim Sam Foswell, in seguito viene assunto dalla testata giornalistica di Colin Thornton Newstime poiché Jimmy Olsen, a sua volta candidato per il lavoro, arriva in ritardo al colloquio; dopo che la vera identità demoniaca dell'editore capo del giornale viene smascherata, Ron perde il lavoro e viene quindi assunto come editorialista politico al Daily Planet da Perry White, tornato a coprire la carica di editore capo. In seguito alla morte di Superman contro Doomsday e alla comparsa di quattro individui dotati di superpoteri che si dichiarano ciascuno il vero Superman, Ron scrive un articolo su uno di essi, Cyborg Superman, venendo elogiato da Perry White per la sua capacità di scrittura.
Ron Troupe si distingue immediatamente per essere uno dei giornalisti più equilibrati del Planet e, a differenza di Lois Lane o Jimmy Olsen, per nulla incline a rischiare la vita, sebbene sia comunque disposto a correre rischi pur di portare a termine un articolo e in un'occasione sia diventato bersaglio del supercriminale razzista Bloodsport. Nel periodo in cui il Daily Planet è stato venduto alla LexCorp, Ron ha conosciuto la sorella minore di Lois, Lucy Lane, con cui ha iniziato una relazione per poi convolare a nozze e avere un figlio da lei: Samuel Troupe, così chiamato in nome del nonno materno Sam Lane.

### New 52
In seguito agli eventi di Flashpoint l'Universo DC viene completamente riscritto e rilanciato. Nella nuova realtà narrativa Ron e Lucy sono separati e non più in buoni rapporti, tanto che essa vive a Washington, tuttavia sul motivo del loro allontanamento non viene mai fatta chiarezza; inoltre è un veterano del Daily Planet, il giornalista col livello d'istruzione più alto in tutta la redazione e quello che ha vinto più premi, oltre ad essere un fervente attivista per i diritti umani e ad avere spesso diverbi con Steve Lombard, sebbene nelle occasioni di serio pericolo si dimostrino perfettamente capaci di collaborare e in una circostanza riescano a salvare la vita di Cat Grant.

## Altri media

### Cinema
- Il personaggio fa un'apparizione muta nel film d'animazione All Star Superman.
- Ron Troupe compare in Superman: Unbound, doppiato da Michael-Leon Wooley.[13]
- Nel film DCAMU Il regno dei Superman, Ron Troupe da Nyambi Nyambi.
- Ron Troupe, doppiato da Phil LaMarr, è un personaggio minore di Superman: Red Son.
- Il personaggio, doppiato da Eugene Byrd, compare in Superman: Man of Tomorrow.[13]
- Nel franchise del DC Universe (DCU) Ron Troupe, interpretato da Christopher McDonald, compare in Superman (2025),[14][15] dove è l'editorialista politico del Daily Planet che collabora all'inchiesta su Lex Luthor.

### Televisione
- Ron Troupe, doppiato da Dorian Harewood, è un personaggio ricorrente della serie animata DCAU Superman e successivamente compare in cameo muti in vari episodi di Justice League e Justice League Unlimited.[13]
- Il personaggio appare nella decima stagione di Smallville interpretato da P. J. Prinsloo.
- Ron Troupe, interpretato da Charles Jarman, compare brevemente in un episodio della prima stagione di Superman & Lois.
- In My Adventures with Superman viene presentata una versione femminile del personaggio chiamata Ronnie Troupe, doppiata da Kenna Ramsey,[16] e membro della squadra dei giornalisti di punta del Daily Planet.

### Varie
- Ron Troupe appare in un cameo in The Batman Strikes! n. 44, pubblicato nel giugno 2008.[17]
- Il personaggio compare nel secondo albo dell'undicesima stagione a fumetti di Smallville.[18]
- Ron Troupe è il firmatario di un articolo pubblicitario fittizio pubblicato da Wired per promuovere Batman v Superman: Dawn of Justice.[19]